# Iwan Zichan
Iwan Ryhorawitsch Zichan (belarussisch Іва́н Рыго́равіч Ці́хан; russisch Ива́н Григо́рьевич Ти́хон / Iwan Grigorjewitsch Tichon; engl. Transkription Ivan Tsikhan (Tikhon); * 24. Juli 1976 in Hloussewitschy bei Slonim, Weißrussische SSR, Sowjetunion) ist ein belarussischer Hammerwerfer.

## Karriere
Zweimal wurde er Weltmeister: 2003 in Paris und 2007 in Ōsaka. Außerdem wurde er 1997 U23-Europameister und bei den Olympischen Spielen 2000 in Sydney Vierter. Im Jahr 2005 warf er nur einen Zentimeter unter dem Weltrekord von Jurij Sjedych (86,73 m). Bei den Europameisterschaften 2016 in Amsterdam gewann er die Silbermedaille. Trotz mehrfach festgestellter Dopingsünden – zuletzt im April 2014 – wurde Zichan zu den Olympischen Spielen 2016 in Rio de Janeiro eingeladen und gewann Silber.
Iwan Zichan ist 1,86 m groß und wiegt 100 kg.

## Doping

### Olympische Spiele 2008
2008 kam er bei den Olympischen Spielen in Peking auf den dritten Platz. Im Dezember erkannte ihm das IOC die Bronzemedaille ab, nachdem er bei der dortigen Dopingkontrolle positiv auf Testosteron getestet worden war. Zichan klagte gegen diese Entscheidung vor dem Internationalen Sportgerichtshof (CAS), das im Juni 2010 wegen einer Panne im Labor, das die Proben analysierte, seine Disqualifikation aufhob. IOC-Vizepräsident Thomas Bach kündigte an, das IOC werde eine weitere Analyse durchführen, um das CAS-Urteil zu kippen.

### Olympische Spiele 2004
Bei Nachtests von Dopingproben von den Olympischen Spielen 2004 in Athen im Frühjahr 2012 führten neue Testmethoden zu einem positiven Dopingbefund mit anabolen Steroiden. Zichan wurde daraufhin am 3. August 2012 aus der Startliste der Hammerwurfqualifikation bei den Olympischen Spielen 2012 in London gestrichen. Im Dezember 2012 wurde ihm folgerichtig die 2004 verliehene Silbermedaille aberkannt.

### Weltmeisterschaften 2005 und Europameisterschaften 2006
Im April 2014 wurde ihm wegen Dopings auch der Weltmeistertitel von 2005 aberkannt. Außerdem verlor er in diesem Zusammenhang einen ersten Platz bei den Europameisterschaften 2006 in Göteborg. Zu diesem Ereignis hatte sich Zichan wieder mit Testosteron gedopt.